# Brett Aitken
Brett Aitken, född den 25 januari 1971 i Adelaide, Australien, är en australisk tävlingscyklist som tog OS-guld i Madison-cyklingen vid olympiska sommarspelen 2000 i Sydney.